# Robert Zurbriggen
Robert Zurbriggen (ur. 16 marca 1917 w Saas-Fee, zm. 21 kwietnia 1952 w Alpach Pennińskich) – szwajcarski biathlonista, żołnierz i przewodnik górski.

## Kariera
W 1948 wystąpił na igrzyskach olimpijskich w Sankt Moritz, wspólnie z Heinrichem Zurbriggenem (swym bratem), Vitalem Vouardoux, i Arnoldem Andenmattenem zwyciężając w zawodach pokazowych w patrolu wojskowym. Na tych samych igrzyskach startował także w biegach narciarskich, zajmując 26. miejsce w biegu na 18 km oraz piąte w sztafecie. Dwukrotnie zdobywał mistrzostwo kraju w biegach: w 1947 roku zwyciężył w biegu na 18 km, a rok później był najlepszy na dystansie 50 km.
Mieszkał w Saas-Fee, gdzie pracował jako przewodnik górski. Był też radnym i dyrektorem szkoły narciarskiej. Zginął w kwietniu 1952 roku, przeprowadzając klientów przez lodowiec.

## Osiągnięcia

### Igrzyska olimpijskie
| Miejsce | Dzień       | Rok  | Miejscowość  | Konkurencja             | Wynik   | Strata | Zwycięzca        |
| ------- | ----------- | ---- | ------------ | ----------------------- | ------- | ------ | ---------------- |
| 26.     | 31 stycznia | 1948 | Sankt Moritz | 18 km stylem klasycznym | 1:13:50 | +9:01  | Martin Lundström |
| 5.      | 3 lutego    | 1948 | Sankt Moritz | Sztafeta 4 × 10 km      | 2:32:08 | +15:59 | Szwecja          |